# Hřib broskvový
Hřib broskvový (Rheubarbariboletus persicolor (Engel, Klofac, H. Grünert et R. Grünert) Vizzini, Simonini et Gelardi 2015) je hřibovitá houba z rodu Rheubarbariboletus. Jde o vzácný teplomilný druh, jehož výskyt v České republice nebyl spolehlivě doložen.

## Synonyma
- Boletus persicolor (Engel, Klofac, H. Grünert et R. Grünert) Hlaváček
- Xerocomus persicolor Engel, Klofac, H. Grünert et R. Grünert 1996

česká jména
- hřib broskvový
- suchohřib broskvový

## Vzhled

### Makroskopický
Klobouk dosahuje 50–100 milimetrů, v mládí s podhrnutým okrajem, později klenutý, ve stáří až poduškovitý. Povrch je kalně oranžový až kalně červenooranžový, narůžovělý, u okrajů světlejší, ve stáří může vybledat. Pokožka je plstnatá, časem může olysávat, ale za běžných podmínek nerozpraskává na políčka.
Rourky jsou nejdříve citronově žluté, ve stáří přecházejí do olivově žluté až žlutozelené. Na řezu modrají. Póry mají zprvu žluté zbarvení, stárnutím přecházejí do okrově až hnědavě žluté, poraněním modrají.
Třeň dosahuje 50–60 (100) × 10–20 (30) milimetrů, zprvu bývá vřetenovitý, později válcovitý, k bázi se zužuje. Především horní část mívá živě žluté zbarvení, které směrem k bázi přechází v špinavě žluté, žlutookrové, nahnědlé, někdy i načervenalé. Může se objevit podélné žíhání.

### Mikroskopický
Výtrusný prach má olivově hnědou barvu, spóry mají 11–15 × 4,5–6 μm.

## Výskyt
Vzácný druh, který se vyskytuje v teplých oblastech nižších nadmořských poloh. Objevuje se v listnatých a smíšených lesích, kde roste pod duby. Fruktifikuje od července do října.

## Rozšíření
Roste v Evropě, známý je z Bulharska, Francie, Itálie, Španělska a dalších zemí.

## Záměna
- hřib červený (Hortiboletus rubellus)
- hřib meruňkový (Rheubarbariboletus armeniacus)

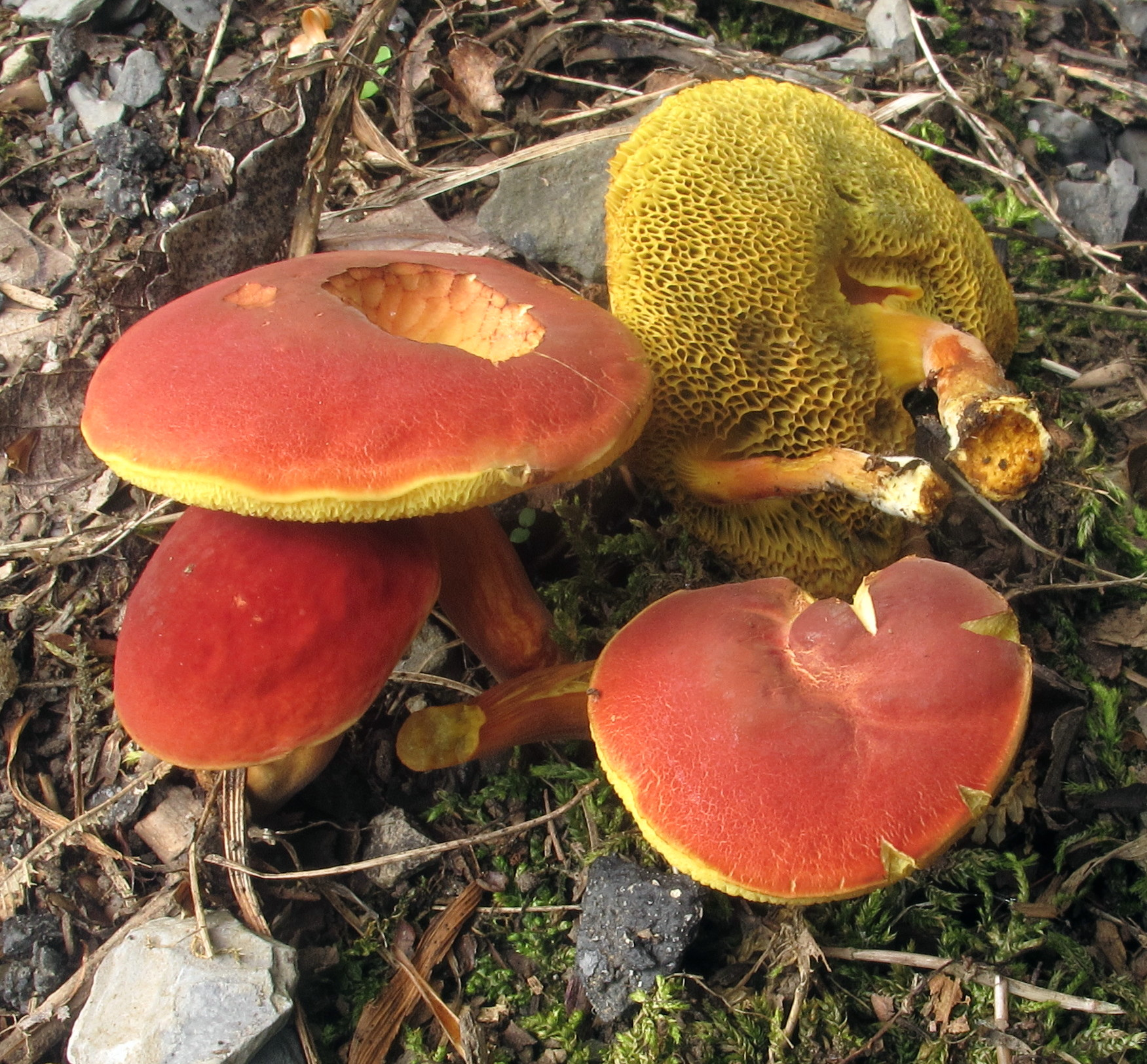
hřib červený
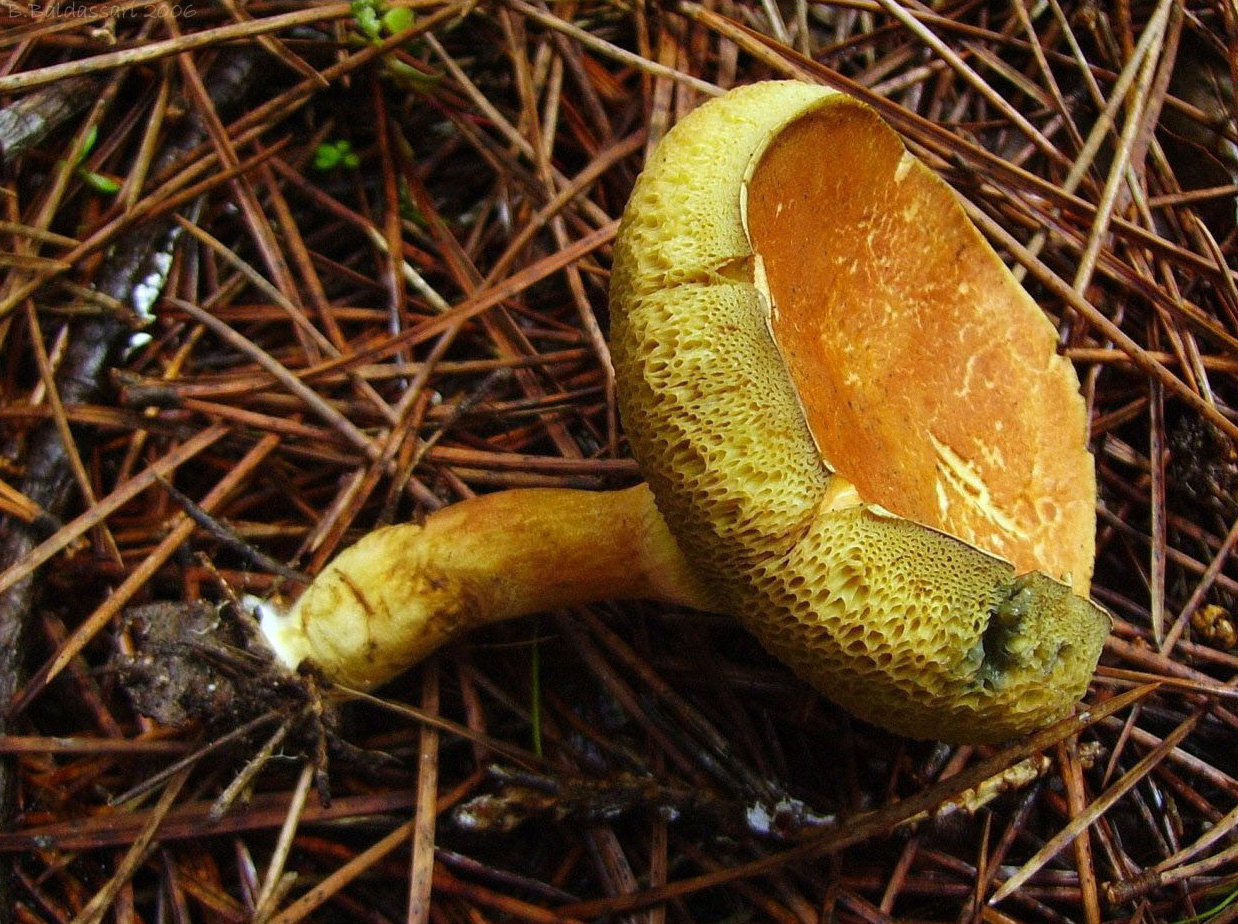
hřib meruňkový

## Ochrana
V případě nálezu je vhodné informovat nejbližší mykologické pracoviště.